# J.C. Chasez
Joshua Scott "J.C." Chasez, född 8 augusti 1976 i Bowie, Maryland, är en amerikansk sångare, låtskrivare, underhållare, musikproducent och skådespelare. Chasez var medlem i pojkbandet 'Nsync. Han var jurymedlem i America's Best Dance Crew på MTV.

## Diskografi

### Studioalbum med 'Nsync
- 1998 – 'Nsync
- 2000 – No Strings Attached
- 2001 – Celebrity

### Soloalbum (studioalbum)
- 2004 – Schizophrenic[1]